# Heinrich Schmid
Pour les articles homonymes, voir Schmid.
Heinrich Schmid (6 avril 1921 - 23 février 1999) était un linguiste suisse, « père » des langues-toit (langues écrites communes) rhéto-romanes : le romanche grison et le ladin dolomitique. 

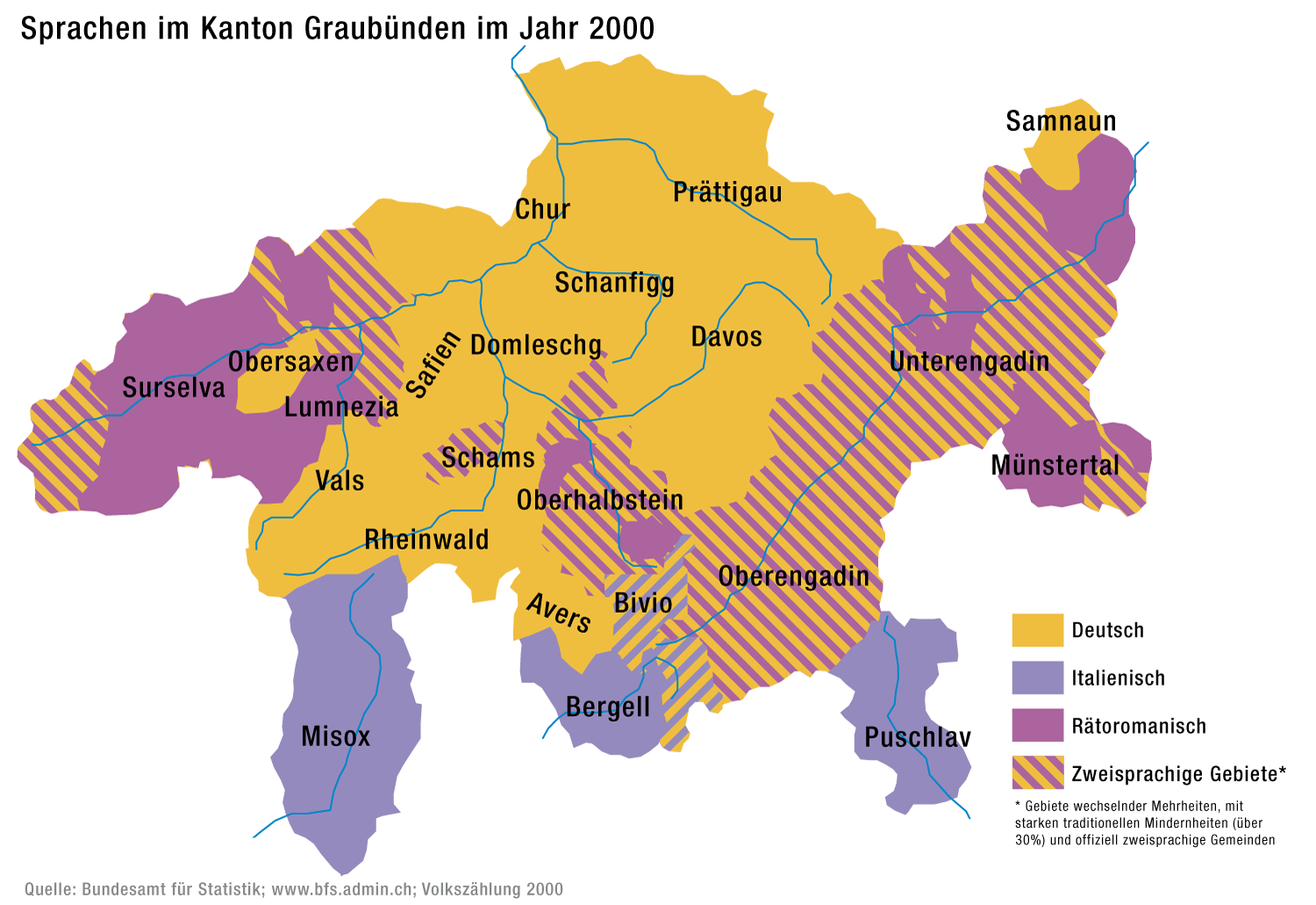
Distribution géographique des langues des Grisons, avec les zones parlant le romanche en violet, l'allemand en orange et l'italien en bleu. Les zones hachurées possèdent une langue majoritaire fluctuante, des minorités linguistiques traditionnellement fortes (plus de 30 %) ou sont officiellement bilingues.

## Biographie

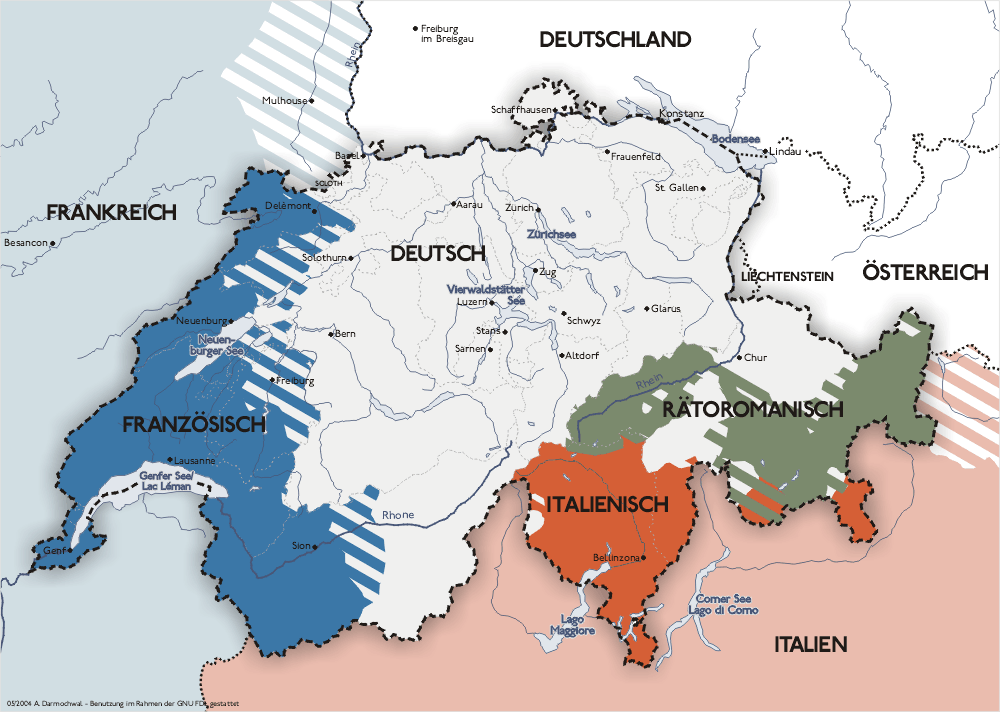
Territoire romanchophone en Suisse (vert-de-gris).

Heinrich Schmid a vécu toute sa vie dans la même maison de Zurich où il est né. Malgré un défaut d'ouïe, il a découvert à un âge précoce un amour pour les langues et il a appris le grec, le latin et les langues romanes : français, italien, espagnol et les différentes variétés du romanche.
Après avoir obtenu la maturité suisse (équivalent du baccalauréat en France), il a étudié la romanistique à l'Université de Zurich où, en 1946, il a fini ses études de linguistique historique et de géographie linguistique avec la notation summa cum laude pour sa dissertation. 
Après un séjour à Florence en Italie, il est rentré en Suisse, mais il a rencontré de grosses difficultés à trouver un travail à cause de son défaut d'ouïe. Enfin il a trouvé un emploi dans le projet lexicographique. Rhätisches Namenbuch (« Lexique d'onomastique rhétique ») et, pendant 15 ans, il a participé aussi au projet Dicziunari Rumantsch Grischun.
En 1962, il a obtenu la qualification académique nécessaire pour travailler comme professeur à l'Université de Zurich et, après peu de temps, il a été nommé professeur adjoint et, trois ans plus tard, professeur associé.

## Romanche grison

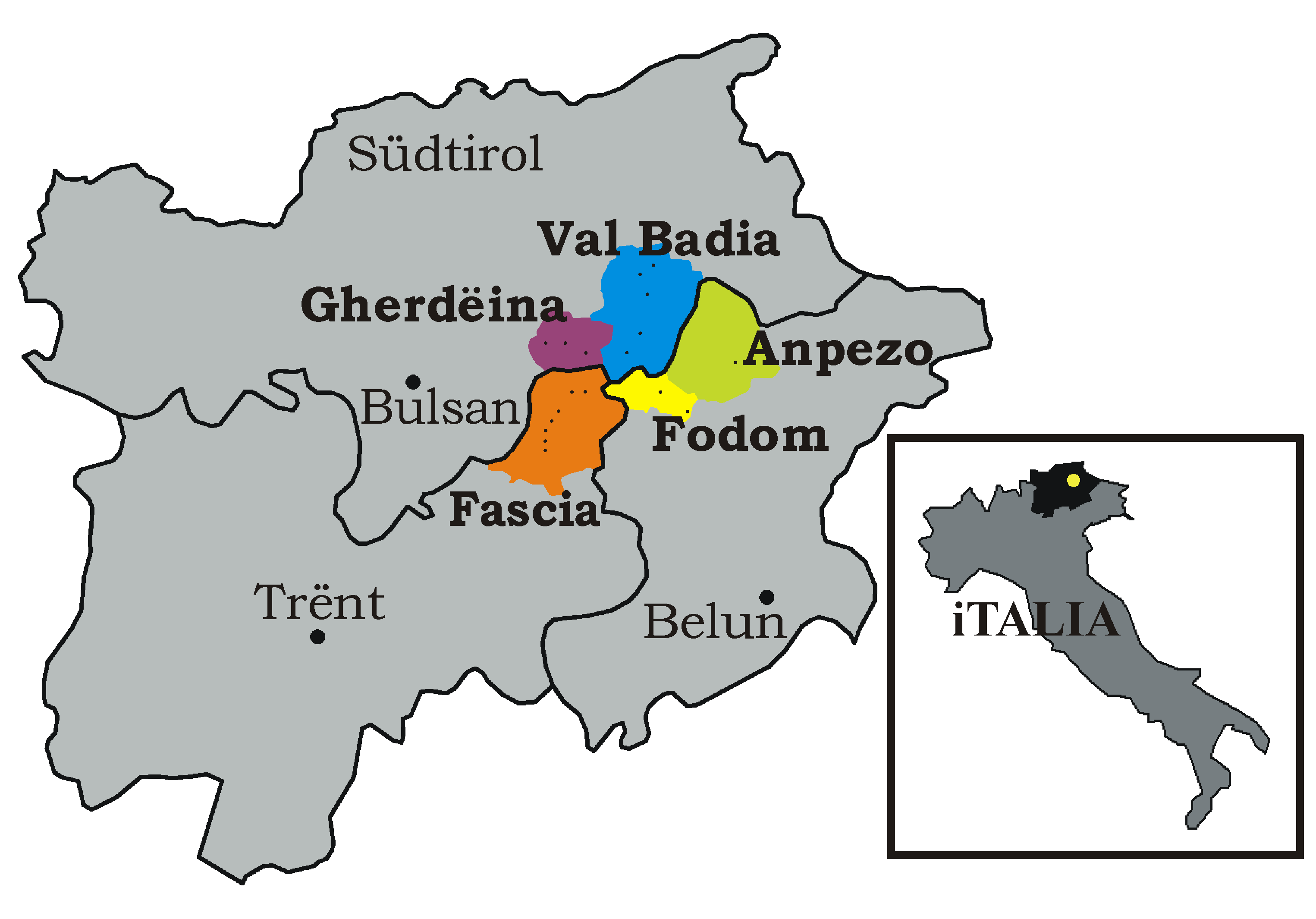
Les cinq variétés du ladin en Italie.

Le canton des Grisons possède trois langues officielles, l'allemand, l'italien et le romanche. C'est le seul canton suisse trilingue, et le seul où se parle le romanche, qui y a d'ailleurs un statut officiel depuis le XIXe siècle.
Peu avant qu'il prenne sa retraite, la Lia Rumantscha (« Ligue romanche ») lui a donné la tâche de créer une langue écrite commune pour les cinq variétés principales de la langue romanche. En avril 1982, après six mois de travail intense, il a présenté ses « directives » pour le romanche grison. Des discussions très vivaces et de nombreux déplacements ont suivi dans tout le territoire linguistique romanche, où il a prôné inlassablement la langue écrite commune et il a su surmonter beaucoup de réserves. Comme conséquence de tout cet effort, la langue romanche a obtenu une reconnaissance publique en Suisse et elle a acquis une nouvelle vitalité dans tout le territoire linguistique rhéto-roman, qui comprend aussi le ladin en Italie.[réf. nécessaire]

## Ladin dolomitique
Ainsi, en 1988, les Ladins des Dolomites en Italie ont donné à Heinrich Schmid la nouvelle tâche de créer pour eux aussi une langue écrite commune. Schmid a accepté ce nouveau défi et a écrit l'œuvre intitulé Wegleitung für den Aufbau einer gemeinsamen Schriftsprache der Dolomitenladiner (« Directives pour le développement d'une langue écrite commune pour les dialectes ladins dolomitiques ») . Il n'a pas pu voir la publication en langue italienne de ce travail fondamental, parce qu'il est mort en février 1999.